# Karl Bühler (dyplomata)
Karl Jakowlewicz Bühler, ros. Карл Яковлевич Бюлер (ur. 26 czerwca 1749 w Stuttgarcie, zm. 22 lipca 1811 w Petersburgu) – dyplomata Imperium Rosyjskiego, poseł pełnomocny przy konfederacji targowickiej, członek Kolegium Spraw Zagranicznych, senator rosyjski od 1810, tajny radca, kawaler maltański, baron.
Urodził się w Stuttgarcie, ukończył studia na uniwersytetach w Tybindze i Getyndze. W 1773 był tłumaczem w misji rosyjskiej w Hamburgu. W 1781 został radcą w poselstwie we Frankfurcie nad Menem. Od 1787 – szef kancelarii dyplomatycznej Grigorija Potiomkina. Brał udział w negocjacjach traktatu pokojowego w Jassach. Był posłem przy konfederacji targowickiej. Po wybuchu insurekcji kościuszkowskiej został aresztowany w Grodnie i przetrzymywany w Arsenale w Warszawie w latach 1794–1795.
Odznaczony Orderem Orła Białego, Orderem św. Włodzimierza, Orderem św. Anny.